# Синельниківський порцеляновий завод
Синельниківський порцеляновий завод — підприємство порцеляно-фаянсової промисловості, розташоване в місті Синельникове Дніпропетровської області.

## Історія
Завод збудовано у 1961—1964 роках відповідно до семирічного плану розвитку народного господарства СРСР. В 1960-х — 1980-х роках підприємство займалося виготовленням посуду. В 1966 році до заводу було прокладено шосейну дорогу.
У 1984 році було розпочато реконструкцію заводу.
Загалом у радянські часи порцеляновий завод відносили до провідних підприємств міста.
Після відновлення незалежності України державне підприємство було перетворене на товариство з обмеженою відповідальністю. В умовах економічної кризи 1990-х років ситуація на заводі ускладнилася. Надалі, завод було визнано банкрутом і в 1996 році він припинив виробничу діяльність, а виробниче обладнання було демонтоване на металобрухт (хоча цехи й складські приміщення ще деякий час здавалися в оренду).

## Вироби
Порцеляна виробництва заводу міститься в колекційних фондах Дніпропетровського національного історичного музею імені Дмитра Яворницького.

## Керівництво
- Глухов Дмитро Олександрович